# Павел Коваль

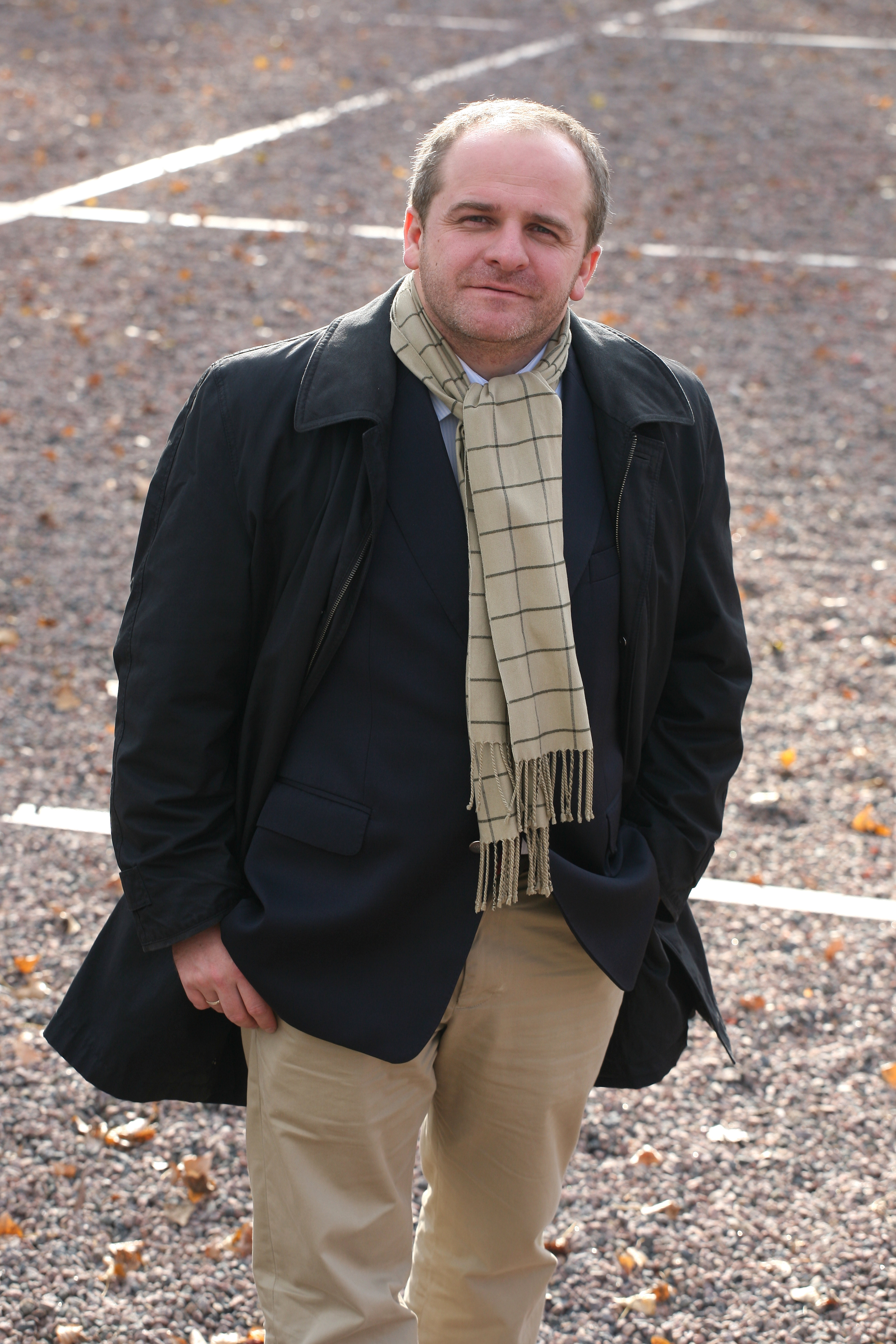
Павел Коваль

Павел Роберт Ко́валь (пол. Paweł Robert Kowal; нар. 22 липня 1975, Ряшів, Польща) — польський політик, доктор гуманітарних наук гуманістичних, історик, публіцист, в 2005—2009 рр. депутат Сейму V i VI скликання, колишній заступник міністра закордонних справ, з 2009 р. депутат Європарламенту, з 2011 р. голова партії «Польща найважливіша».

## Біографія

### Освіта та професійна діяльність
Випускник ліцею ім. Станіслава Конарського в місті Ряшеві. 1999 року закінчив навчання на історичному факультеті Яґеллонського університету. В 1996—1998 роках навчався в «Collegium Invisibile» у Варшаві під керівництвом професора Кристини Керстен. Брав участь у дослідницьких програмах в Якутії, Бурятії і Хакасії. 1999 року став асистентом в Інституті політичних наук Польської академії наук. У січні 2011 року захистив там докторську працю на тему «Політика адміністрації генерала Войцеха Ярузельського в 1986—1989 рр. Спроба реформування системи влади».
З 1998 по 2000 рр. працював у канцелярії прем'єр-міністра Польщі, був главою відділу в департаменті закордонних справ. У 2000—2001 рр. займав посаду директора департаменту міжнародних відносин та європейської інтеграції в Міністерстві культури і національної спадщини. З 2001 по 2003 рр. працював експертом зі східної політики в Центрі міжнародних відносин. У 2003—2005 рр. був директором Мазовецького центру культури і мистецтв. З 2003 року працював експертом у Музеї Варшавського повстання, був співавтором концепції музею. З 2005 р. очолював прес-службу Президента Варшави. Автор публіцистичних статей на тему міжнародної політики.

### Політична діяльність
У 2002—2005 роках очолював Раду району Варшава-Охота. На парламентських виборах у 2005 році був обраний депутатом за списком партії Право і справедливість в окрузі Хшанув. У Сеймі до 2006 р. був главою Комітету з питань культури і ЗМІ а також заступником голови фракції Право і справедливість. З 20 липня 2006 року по 22 листопада 2007 року обіймав посаду державного секретаря в Міністерстві закордонних справ в уряді Ярослава Качинського. На парламентських виборах 2007 р. знову обраний депутатом, отримавши 26 184 голосів. У Сеймі був заступником голови фракції Право і справедливість, а також заступником голови Комітету закордонних справ.
У виборах до Європейського парламенту 2009 року був обраний депутатом у виборчому окрузі Краків, отримавши 18 614 голосів. В Європарламенті приєднався до групи Європейських консерваторів та реформістів, а також обійняв посаду голови делегації в справах співпраці ЄС–Україна.
22 листопада 2010 р. Павел Коваль залишив Право і справедливість та став співзасновником партії «Польща найважливіша». 4 червня 2011 р. обраний главою партії. 7 вересня того ж року увійшов до складу Ради національної безпеки Польщі.

### Суспільна діяльність
Очолював Молодіжну раду Ряшева. У 1996—1998 роках займав посаду президента Ягеллонського клубу, працював у Центрі ім. Ярослава Дзельського в Кракові. У 1997—2005 роках працював у Центрі політичної думки, в якому керував програмою Політика польської держави щодо Поляків на Сході. Є також учасником асоціації «Польська спільнота», а з 2005 року членом Всесвітнього об'єднання Вояків Армії Крайової. Співпрацює з Колегією Східної Європи ім. Яна Новака-Єзьоранського у Вроцлаві, з 2007 року — членом Колегії. Займає місце в Раді Інституту громадських справ. 2008 року став почесним членом Добровільної пожежної охорони в Хочні.

## Приватне життя
Одружений, має чотирьох дітей.

## Нагороди та почесні звання
- Офіцер Ордена Відродження Польщі — 2014[7]
- Великий хрест Ордену Заслуг — 2008, Португалія[8]
- Орден «За заслуги» третього ступеня — 2007[9], Україна (вручено в 2009 р.)
- Срібна медаль За заслуги в культурі Gloria Artis — 2005[10]
- Срібна медаль Опікуна Місць національної пам'яті — 2005

## Вибрані публікації
- Ми не українофіли (співавтор). — Вроцлав, 2002, 2008, 2012. (укр.)
- Польська держава по відношенню до поляків на Сході (співавтор). — Краків, 2000.
- Влодзімєж Бончковські. Про східні проблеми Польщі. Вибрані твори (співавтор). — Краків, 2000; Вроцлав 2005.
- «Східний вимір» ЄС — шанс чи idée fixe польської політики? (Редактор, співавтор). — Варшава, 2002.
- Пейзажі на фоні Містралів. — Краків, 2011.
- Кінець системи влади. Політика адміністрації генерала Войцеха Ярузельського в 1986—1989 роках. — Варшава, 2012.
- Між Майданом і Смоленськом. Розмова Пьотра Легутко і Доброслава Родзєвіча. — Краків: Wydawnictwo literackie, 2012.